# Antoniwka (obwód chersoński)
Antoniwka (ukr. Анто́нівка, ros. Анто́новка) – osiedle typu miejskiego na Ukrainie, w obwodzie chersońskim. Liczba ludności 1 stycznia 2015 roku wynosiła 12 881 osób.
Osiedle typu miejskiego od 1963 roku, utworzone z dwóch wsi Kindijki (Кіндійка) i Antoniwki.